# La Longue Chevauchée de la vengeance
Pour plus de détails, voir Fiche technique et Distribution.
La Longue Chevauchée de la vengeance (La lunga cavalcata della vendetta) est un western spaghetti italien sorti en 1972, réalisé par Tanio Boccia.

## Synopsis
Des bandits mexicains ont abusé de Deborah, avant de la tuer et de s'emparer de ses biens. Son frère, Jeff, revenu de la Guerre de sécession, apprenant ce qui est arrivé, décide de la venger. Après avoir éliminé la plus grande partie des bandits, il se retrouve face à face avec le chef de bande. Ayant réglé son compte au dernier survivant, il lui restera à récupérer l'or dérobé à sa sœur.

## Fiche technique
- Titre français : La Longue Chevauchée de la vengeance[1]
- Titre original italien : La Lunga cavalcata della vendetta
- Genre : Western spaghetti
- Réalisation : Tanio Boccia (sous le pseudo d'Amerigo Anton)
- Scénario : Tanio Boccia
- Musique : Carlo Esposito
- Production : Giovanni Vari pour European United Pictures
- Photographie : Romolo Garroni
- Montage : Fedora Zincone
- Décors : Armando Visconti
- Costumes : Irene Vinci
- Maquillage : Gennaro Visconti
- Format d'image :  2.35:1
- Année de sortie : 1972
- Durée : 87 minutes, version française : 82 minutes[1]
- Pays :  Italie
- Langue originale : italien
- Distribution en Italie : Indipendenti Regionali
- Date de sortie en salle en France :27 août 1975[1]

## Distribution
- Richard Harrison : Jeff Carter
- Anita Ekberg : Jane
- Rik Battaglia : Montana
- Emilio Vale : Carlos Armendariz
- Georgie Wang : Cliff
- Men Fury : Tommy
- Dada Gallotti : Deborah, la sœur de Jeff
- Omero Gargano : Jerome
- Lorenzo Piani : Colton
- Attilio Dottesio : Drummond
- Alessandro Perrella